# 老鼠爱大米
《老鼠爱大米》是一首於2004年12月至2005年在网络上迅速走红的中文。这首歌由杨臣刚作词作曲，王啟文主唱，成为百度2004年度MP3全年冠军歌曲。後被香香、郭美美、胡杨林、Twins等人翻唱，杨臣刚本人亦有演唱过此歌。這首歌的旋律簡單，琅琅上口，歌詞也相當白話，尤其是以「老鼠喜愛大米」來比喻對於情人的喜愛，生動活潑地表現出網路族群的想象力，可能是其迅速走紅的原因。

## 其他版本
- 粵語版「老鼠愛大米」，Twins（粵語、國語）、新香蕉俱樂部（國語）主唱
- 英語版「'Cause I Love You」，North（越南裔、菲律賓裔澳大利亞人組合）主唱
- 泰語版「Mouse love rice」，San Panith（泰國人）主唱
- 日語版，美山加戀（2006年）、下川美娜（2009年）主唱
- 韓語版，李素殷（朝鲜语：이소은）主唱
- 越南語版（越南语：／），范青草主唱
- 高棉語版「Mouse love rice」，Preap Sovath主唱
- 馬來語版「Cintakan bersatu」，Lips主唱

## 外部連結
- YouTube上的原唱版 - 王啟文 主唱